# ディオクレティアヌス宮殿

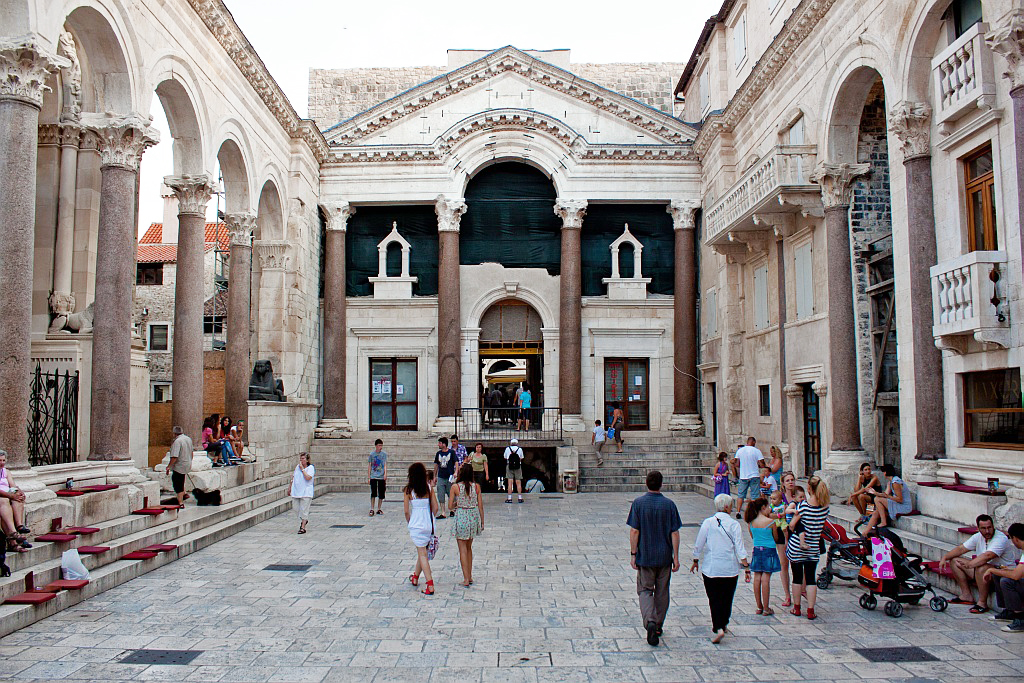
現在のディオクレティアヌス宮殿

ディオクレティアヌス宮殿（ディオクレティアヌスきゅうでん、クロアチア語：Dioklecijanova palača）は、クロアチアの都市スプリトに残っている宮殿で、3世紀末から4世紀初頭にかけて古代ローマのディオクレティアヌス帝によって建てられたものである。

## 歴史

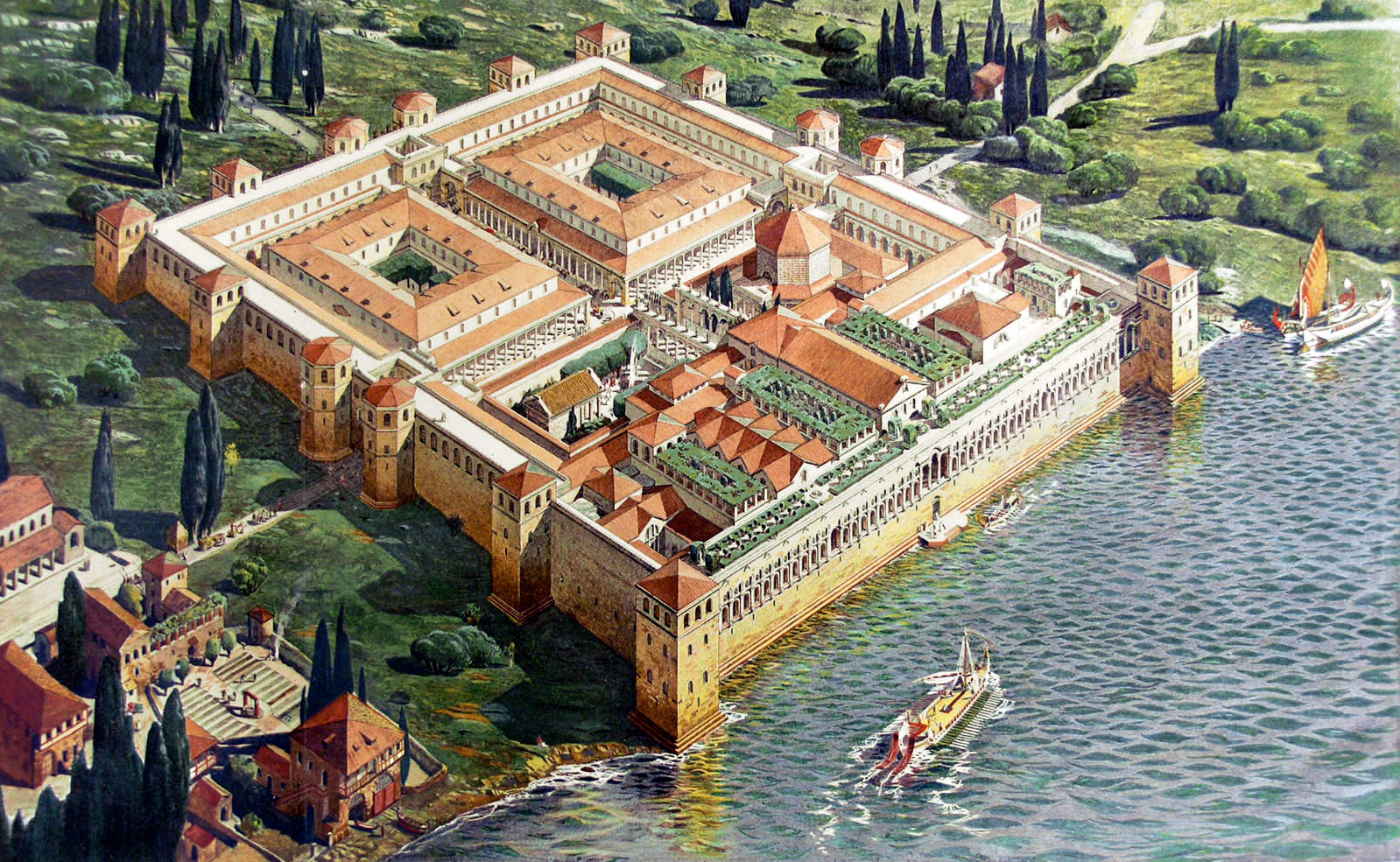
古代ローマ時代のディオクレティアヌス宮殿の想像図

ディオクレティアヌスは、西暦305年5月1日に帝位を退いた後に隠棲しようと、巨大な宮殿を建てた。実際の建造は、ディオクレティアヌスが帝位を退く10年前の、295年から始められていた。それはダルマティアの皇帝属州州都サロナから6.5 km ほどにあたる、ダルマティアの海岸から伸びる短いイストリア半島の南側の湾に位置していた。その地域は海に向って緩やかに傾斜しており、典型的なカルスト地形で、石灰岩の尾根が東から西に走っていた。
中世が終わった頃には、西欧では本宮殿の存在そのものが実質的に分からなくなっていた。この状況が打破されたのは、1764年のことである。この年に、フランス人の芸術家・古物収集家シャルル＝ルイ・クレリソをはじめとする創案者たちの意向で宮殿の調査を行っていた、スコットランド人の新古典派様式建築家ロバート・アダムが、その成果を『ダルマティアのスパラトロにあるディオクレティアヌス帝の宮殿遺跡』 (Ruins of the Palace of the Emperor Diocletian at Spalatro in Dalmatia, London) として公刊したのである。アダムにとっての宮殿は、新古典主義の新しい様式を生み出すための刺激になった。そして、実測図の出版は、ヨーロッパの建築用語にディオクレティアヌス宮殿が持ちこまれる契機となった。
本宮殿は現在、他の重要な歴史的建造物群とともに、スプリトの中心市街にある。ワールド・モニュメント財団は建物の完全性に関する調査や石・漆喰などの清掃・補修を含む保全計画に取り組んでおり、2009年中には完成させる予定でいる。

## 建築物
宮殿の平面図は西側、北側、東側のファサードからそれぞれ塔が突き出ており、不規則な長方形をしている。宮殿は豪奢な別邸の特質を備えている一方で、巨大な門や見張り塔の存在によって軍事施設の特質も混ぜ合わせている。宮殿は城壁に囲まれており、時には9000人以上を収容した。宮殿地下の一部は半円筒ヴォールト（barrel vault）を具えた石造建築物である。
南側のファサードのみは直接海に接するか、極めて海に近いため、無防備である。その上階にあるアーケード付き柱廊の精緻な建築上の組み立ては、より地味な他の3つのファサードとは一線を画している。それぞれの壁の中央につけられた堂々たる扉は、中庭に繋がっている。南の海に面した扉（Porta Aenea,「銅の門」）は、形式と寸法の面で他の3つよりも簡素で、皇帝が私的に海に向かう場合や必需品の納入の際に用いられた勝手口であったと推測されている。
デザインは別邸の様式にも城塞の様式にも起源を持つが、この二重性は内装にもはっきりと表れている。横に走る道（デクマヌス）は、東門（Porta argentea,「銀の門」）と西門（Porta ferrea,「鉄の門」）に通じており、建造物群を二分している。南半分はより豪奢な建造物群で、皇帝の公的・私的な各居住区画や宗教施設が置かれている。 皇帝の居住区画は海沿いにあるが、地面でなく土台になる構造物の上に建てられている。これは、傾斜した地面が高さに著しい差をもたらすことから、調整する必要があったためである。土台部分は何世紀にも渡りゴミで埋められてしまっていたが、保存状態は良好で、その上にあった当時の部屋割りがどのようなものであったかを伝えてくれる。

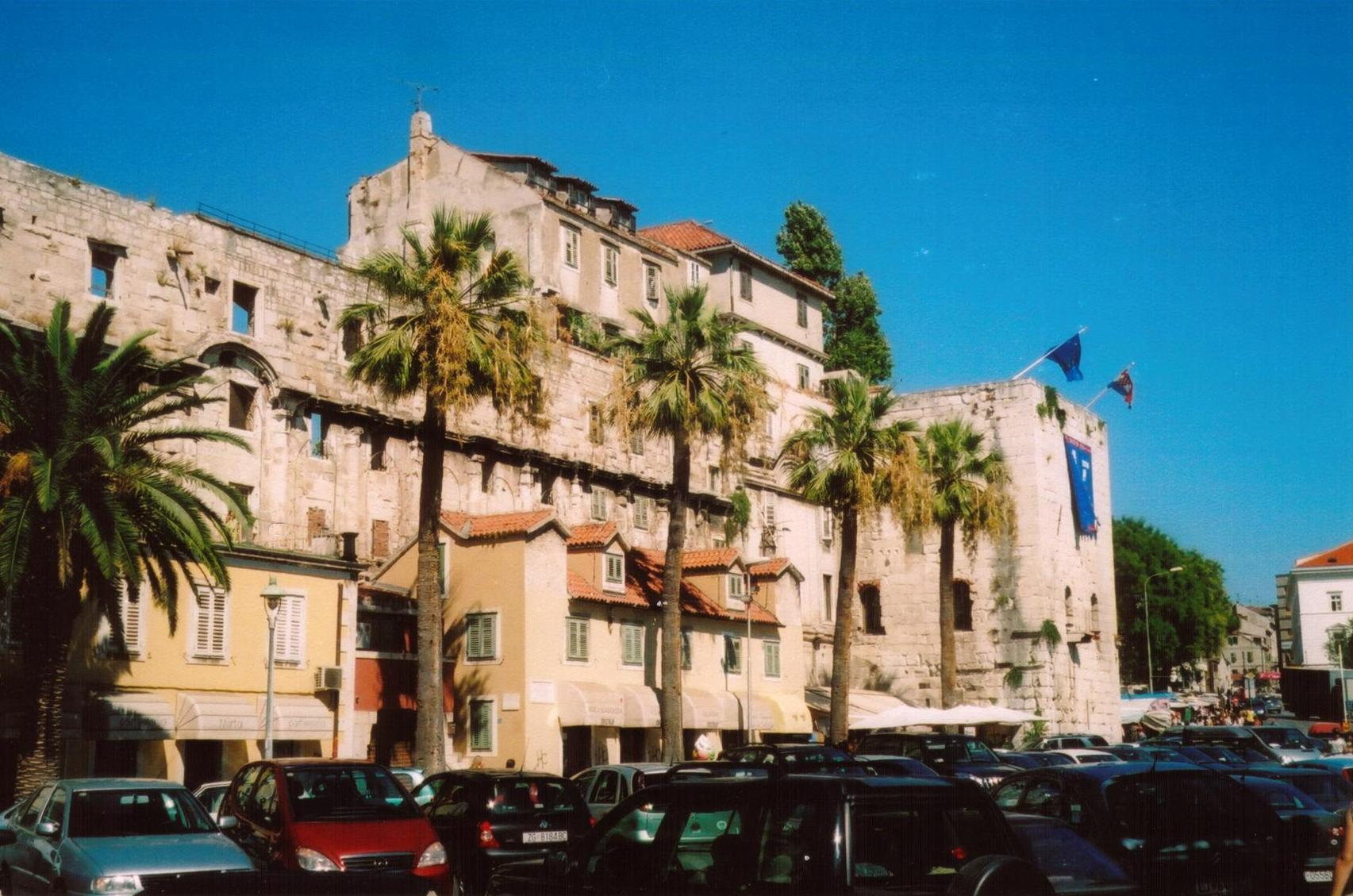
南から眺めた宮殿

周柱式（Peristyle）と呼ばれる素晴らしい中庭は、皇帝の居住区画への北面の通り道にもなっている。同時に東ではディオクレティアヌス廟（現・聖ドミヌス大聖堂）への通り道に、西では3つの神殿（2つは現存しないが、旧ユピテル神殿は現在洗礼堂になっている）への通り道にも、それぞれなっていた。
宮殿の北半分は、北門（Porta aurea,「黄金の門」）から中庭へと南北に走る道（カルド）によって二分されている。これらの区画の保存状況は余り良くないが、一般には、兵士や召使たちの居住区画であったと考えられている。どちらの区画も通りに囲まれている。また、外壁沿いに長方形の建物が並んでいるが、それらは貯蔵庫であったと考えられている。
宮殿は地元の白い石灰岩や高品質の大理石で建てられた。大理石の大半はブラチ島の石切り場から、凝灰岩の大半は近隣の河床からもたらされ、煉瓦の大半はサロナ製である。エジプトの花崗岩の円柱やスフィンクスなどのように、装飾に用いられた材質には輸入されたものもある。また、護岸やいくつかの柱頭に用いられた良質の大理石は、プロコネソス（Proconnesos）製である。

## 水利
宮殿の水は、サロナ近くのJadro川から引かれていた。スプリトからサロナへの道沿いには、当時のローマ水道の遺跡を見ることができる。この遺跡は19世紀に大々的に修復されたものである。

## 世界遺産
この宮殿は現在、他の重要な歴史的建造物群とともに、スプリトの中心市街にある。ディオクレティアヌス宮殿は、その保存状態の良好さによって、一地域にとっての文化財というだけにとどまらなくなっている。この宮殿は、クロアチアのアドリア海沿岸では、最も有名でよく整っている建築的・文化的な遺産であり、地中海の宮殿、ひいてはヨーロッパや世界のものに目を移しても、その中で際立ったものといえる。それゆえに、1979年には国際連合教育科学文化機関は、ディオクレティアヌス宮殿と周辺のスプリト歴史地区を、世界遺産に登録した。
世界遺産に登録されているにもかかわらず、市議会は2006年11月に宮殿内に店舗など20軒以上の新しい建築物を立てることを許可する決議を行った。背景には、地元不動産業者たちのロビー活動があり、多分に政略的なものだとされている。

### 登録基準
この世界遺産は世界遺産登録基準のうち、以下の条件を満たし、登録された（以下の基準は世界遺産センター公表の登録基準からの翻訳、引用である）。
- (2) ある期間を通じてまたはある文化圏において、建築、技術、記念碑的芸術、都市計画、景観デザインの発展に関し、人類の価値の重要な交流を示すもの。
- (3) 現存するまたは消滅した文化的伝統または文明の、唯一のまたは少なくとも稀な証拠。
- (4) 人類の歴史上重要な時代を例証する建築様式、建築物群、技術の集積または景観の優れた例。

## 宮殿とスプリト
当時のスプリトはラテン語でスパラトゥム（Spalatum）と言い、これはしばしばラテン語の palatium（宮殿）に由来すると説明される。しかし、実際には近隣のギリシャ人入植地アスパラソス（Aspalathos）に由来し、更にその語源に遡ると一帯で普通に見られたサンザシに行き着く。つまりは、スパラトゥムがラテン語の palatium（宮殿）に由来するというのは、俗説に過ぎない。